# IC 4743
IC 4743 ist eine linsenförmige Galaxie vom Hubble-Typ S0 im Sternbild Pfau am Südsternhimmel. Sie ist schätzungsweise 213 Millionen Lichtjahre von der Milchstraße entfernt.
Das Objekt wurde am 20. Juli 1901 von DeLisle Stewart entdeckt.